# Nyctemera sontica
Nyctemera sontica är en fjärilsart som beskrevs av Swinhoe 1903. Nyctemera sontica ingår i släktet Nyctemera och familjen björnspinnare. Inga underarter finns listade i Catalogue of Life.